# TRIAL (the pillowsのアルバム)
『TRIAL』（トライアル）は日本のロックバンド、the pillowsの18枚目のアルバム。

## 概要
アルバムタイトル“トライアル”は“試練”の意味。

シングル「Comic Sonic」、「エネルギヤ」を収録。
初回版には、DVDに「トライアル」のPVを収録し、初回版と通常版初回プレスにはオリジナルステッカーと「TRIAL TOUR」先行予約パスワード封入、「3作連動特典専用応募券」封入（他の2作は『エネルギヤ』、『WE ARE FRIENDS』）。

山中の（このアルバムでの）お気に入りは「ポラリスの輝き 拾わなかった夢現」であり、理由は一番いい声で録れたため。一方、真鍋は「Ready Steady Go!」、佐藤は「Revival」を挙げている。

収録曲の「持ち主のないギター」は山中のソロのライヴ（「SAWAO vs. YOUNGSTER」)で発売前に披露された曲で、the pillowsの全楽曲の中で最長の楽曲。「持ち主のないギター」が出るまでは『雨にうたえば』のカップリングのバージョンの「キミとボクとお月様」（7:09）だった。

また、収録曲の「Flashback Story」と「エネルギヤ」は「Comic Sonic」のカップリング用に作られていたものの、「Flashback Story」は歌詞がレコーディング時には思いつかず、このアルバムへの収録となった。また、「エネルギヤ」はメンバーなどからの評価が高くシングルとしてリリースされることになった。

「トライアル」のPVの雪は塩であらわしている。

## 収録曲
作詞・作曲：山中さわお（全曲）
1. Revival （3:14）
2. Rescue （3:45）
3. Comic Sonic （2:50）
4. Flashback Story （2:27）
5. エネルギヤ （4:05）
6. ポラリスの輝き 拾わなかった夢現 （3:59）
7. Minority Whisper （3:51）
8. 持ち主のないギター （7:17）
9. トライアル （4:23）
10. Ready Steady Go! （3:21）

## DVD
1. トライアル (PV)

## ゲストミュージシャン
- 鈴木淳：Bass